# Kurt Erdmann (Polizeibeamter)
Kurt Heinrich Ernst Erdmann (* 15. Januar 1903 in Frankfurt an der Oder; † 27. Dezember 1969 in Stade) war ein deutscher Polizeibeamter und Leiter der Politischen Abteilung des KZ Sachsenhausen.

## Leben
Kurt Erdmann war Sohn eines Werkmeisters. Nach dem Besuch der Volksschule erlernte er das Fleischerhandwerk und war als Geselle tätig. Ab 1920 besuchte er die Polizeischule in Brandenburg an der Havel und gehörte später als Wachtmeister der dortigen Bereitschaftspolizei an. 1923 trat er der Schutzpolizei Berlin bei.
Im Sommer 1936 wurde Erdmann in die Berliner Kriminalpolizei übernommen und zunächst im Dezernat „Kuppelei, Sittlichkeitsdelikte“ eingesetzt. Diese Abteilung verfolgte die vorsätzliche Vermittlung von sexuellen Dienstleistungen im Zusammenhang mit Prostitution. Ab 1939 war Erdmann in der Berliner Kriminalinspektion „Vorbeugung“ für die Erfassung sogenannter Berufsverbrecher zuständig. Kurz vor Kriegsbeginn entsandte man ihn für knapp eineinhalb Jahre zur Spionage-Abwehr an die Staatspolizeileitstelle Oppeln. Am 23. Juli 1940 beantragte er die Aufnahme in die NSDAP und wurde zum 1. Oktober desselben Jahres aufgenommen (Mitgliedsnummer 8.185.819).
Im Februar 1942 wurde er zur Politischen Abteilung des KZ Sachsenhausen abgeordnet. Hier war er zunächst in der Position eines Sachbearbeiters mit Durchführung von Verhören betraut. Am 20. September 1942 stieg Erdmann zum Leiter der Politischen Abteilung in Sachsenhausen auf. Wie verschiedene ehemalige Häftlinge später aussagten, hat Erdmann Gefangene bei Vernehmungen schwer misshandelt. Unter anderem verprügelte er auf dem sogenannten Bock mit einem Holzstock. Er wirkte aber auch an Mordaktionen im Lager mit. Er war an der Erschießung von 27 Häftlingen am 11. Oktober 1944 beteiligt sowie an der Liquidierung von mindestens 82 als „gefährlich“ eingestuften Gefangenen Anfang 1945 im Vorfeld der Lagerräumung. Später beim Todesmarsch der Häftlinge von Sachsenhausen, den Erdmann als Kommandoführer begleitete, schoss er auf Häftlinge, die ihren Hunger auf einem Kartoffelfeld stillen wollten.
Bei Kriegsende setzte sich Erdmann mit seiner Familie in die britisch besetzte Zone ab und wurde bereits im August 1945 in Niedersachsen wieder zum Polizeidienst herangezogen. Im Juni 1947 kam er in britische Gefangenschaft und wurde in ein Kriegsverbrecherlager überwiesen. Ein im Jahre 1949 in Bergedorf gegen ihn eröffnetes Spruchkammerverfahren wurde eingestellt. Am 1. Mai 1950 kehrte Erdmann als Kriminalobersekretär in Stade in den Dienst der Kriminalpolizei zurück. Im Jahre 1966 wurde ein Ermittlungsverfahren beim Landgericht Stade über seine Mitwirkung an verschiedenen Mordaktionen im KZ Sachsenhausen wegen Mangel an Bewiesen eingestellt. Zwar hatte man Erdmann im Zusammenhang mit dem Ermittlungsverfahren 1962 vom Dienst bei der Kriminalpolizei suspendiert, er wurde jedoch bereits im Jahr darauf in den Ruhestand versetzt.